# Леон (Никарагуа)
Вижте пояснителната страница за други значения на Леон.
Леон (на испански: León) е град и административен център на департамент Леон, Никарагуа. Това е вторият по население град в страната, след столицата Манагуа. Към 2012 г. оценката за населението му е 201 100 жители.

## История
Селището е основано през 1524 г. под името Сантяго де лос Кабалерос де Леон, като се е намирало на около 30 km източно от сегашното му местоположение. През 1610 г. серия от земетресения унижават селището, чиито руини днес се наричат Леон Виехо (Стар Леон), и жителите се заселват на сегашното място на Леон. От 1839 до 1858 г. Леон е столица на Никарагуа. Тук през 1925 г. е роден никарагуанският президент Анастасио Сомоса Дебайле.